# 南捞乡
南捞乡，是中华人民共和国云南省文山壮族苗族自治州马关县下辖的一个乡镇级行政单位。

## 行政区划
南捞乡下辖以下地区：
南捞村、那往村、漫铳村、小麻栗坡村和塘房村。